# Barenberg (Harz)
Der Barenberg, früher auch Bärenberg oder Bärenkopf genannt, ist eine 695,5 m ü. NHN hohe Erhebung im Harz bei dem Ortsteil Schierke der Stadt Wernigerode im Landkreis Harz, Sachsen-Anhalt (Deutschland).

## Geographische Lage
Der Barenberg erhebt sich im Oberharz (Hochharz) im Naturpark Harz/Sachsen-Anhalt. Er liegt rund 1,3 km südsüdöstlich des an der Kalten Bode gelegenen früheren Hüttenortes Schierke und etwa 1,5 km nordwestlich des auch an diesem Fluss liegenden Ortsteils Elend der Stadt Oberharz am Brocken.
In Richtung Nordwesten leitet die bewaldete Landschaft des Barenbergs westlich vorbei an Schierke zum Brocken (1141,2 m) über. Nordnordöstliche Nachbarkuppe ist als Ausläufer des Hohnekamms (900,6 m) der jenseits von Schierke befindliche Erdbeerkopf (847,7 m). Südsüdöstlich liegt der Rauher Jakob (568,6 m). Westnordwestlich befindet sich die Berggruppe von Wurmberg (971,2 m), Großem Winterberg (906,4 m) und Kleinem Winterberg (837 m).
Am Berg oder in seiner Umgebung liegen die Schnarcherklippen (westnordwestlich), die Mäuseklippe (nordwestlich) und die Scherstorklippen (westsüdwestlich).
In Richtung Nordosten, Osten und Südosten fällt die Landschaft des Barenbergs in das von Klippen gesäumte und als Naturschutzgebiet ausgewiesene Elendstal (NSG-Nr. 162919) mit der Kalten Bode ab, die an einer am Fluss zwischen Schierke und Elend gelegenen Messstelle (514,4 m) 181,1 m unterhalb des Berggipfels fließt.

## Wandern und Aussichtsmöglichkeit

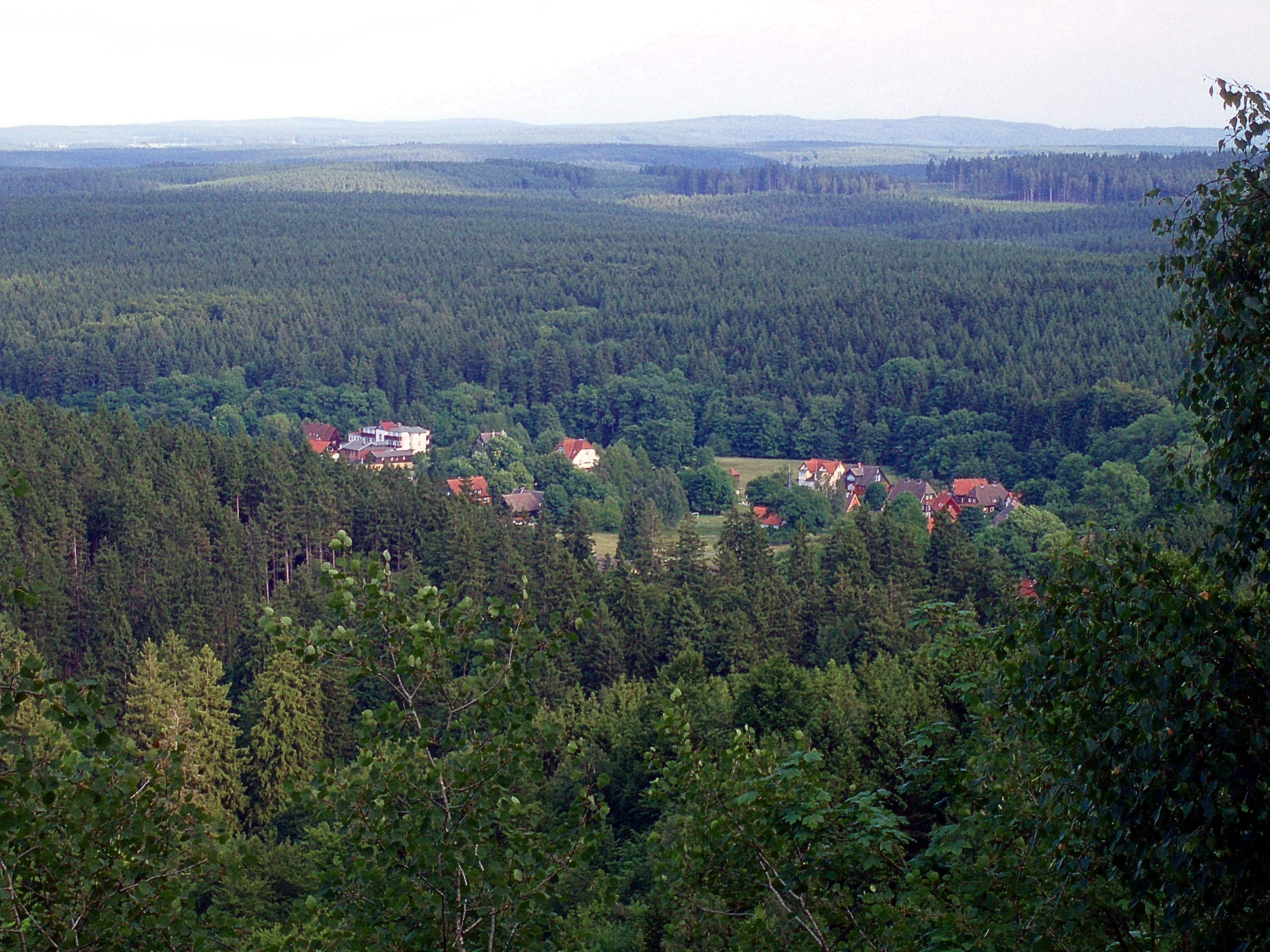
Blick vom Barenberg auf Elend

Der Barenberg ist ausschließlich auf Wald- und Wanderwegen, zum Beispiel von Schierke oder Elend kommend, zu erreichen.
Etwa 450 m südsüdöstlich des Berggipfels liegt die Aussichtskanzel am Barenberg (ca. 620 m; ⊙), die als Nr. 20 in das System der Stempelstellen der Harzer Wandernadel einbezogen ist und zum Beispiel etwa aus Richtung des Berggipfels kommend über einen steilen Abstieg zu erreichen ist. Von der Kanzel fällt der Blick unter anderem nach Schierke, in das Elendstal, nach Elend, zum Erdbeerkopf mit dem jenseits davon befindlichen Hohnekamm und den dortigen Hohneklippen. Östlich der Kanzel stand im Elendstal einst die Elendsburg.